# Гладир Сергій Вікторович
Сергій Вікторович Гладир (нар. 17 жовтня 1988, Миколаїв, УРСР) — український баскетболіст. Майстер спорту України міжнародного класу (з січня 2014). Чоловік олімпійської чемпіонки з фехтування Олени Хомрової.

## Професійна кар'єра
Грає на позиції атакувального захисника. Вихованець МБК «Миколаїв», в якому грав з 2006 до 2009 року. У сезоні 2008/2009 потрапив у збірну першої половини сезону Суперліги.
У 2009 році був вибраний у другому колі драфту НБА під 49 номером клубом «Атланта Гокс». «Атланта» не запропонувала Гладиру контракт і баскетболіст уклав контракт строком на 3 роки з іспанським клубом «Манреса».
У сезоні 2009—2010 років показники Гладиря в іспанській баскетбольній лізі становили 20 хвилин, 9,4 очки, 2,1 підбори і 1 передача в середньому за гру.
У жовтні 2013 Гладир уклав однорічний контракт з французькою командою «Нантер».
21 серпня 2014 року Сергій перейшов до команди «Нансі». У 33 іграх чемпіонату Франції він здобував у середньому 12,1 очко за гру при 3,5 підбираннях.
У вересні 2015 року Гладир підписав контракт з «АС Монако». У лютому 2017 року, Гладир став володарем кубку Франції, ставши MVP фінального матчу, принісши команді 22 очки.

### НБА
Гладиря задрафтував клуб НБА «Атланта Гокс» у другому раунді Драфту 2009 за загальним 49 номером."Атланта" не запропонувала Гладиру контракт і баскетболіст уклав контракт строком на 3 роки з іспанським клубом «Манреса». Щоправда, він все-таки грав за Атланту у Літній лізі НБА у 2010 і 2013 роках.

## Профіль гравця
Гладир — це класичний захисник-другий номер. У нього феноменальні бомбардирські та атлетичні здібності, які дозволяють йому легко обходити захисників та забивати зверху них. У сезоні 2008-09 він перетворився на справжнього шоумена, провівши фантастичний матч всіх зірок, в якому відзначився 24 очками та 9 результативними передачами. Він також запалив рідні трибуни, вигравши конкурс трьохочкових кидків у гравця БК «Київ» Манучара Маркошвілі.

## Досягнення
- Володар Кубка Франції 2014
- Володар Кубка Французької Ліги: 2016, 2017, 2018
- MVP фіналу Кубка Французької Ліги: 2017